# Man You Love to Hate – Live
“Man You Love to Hate – Live”는 얼터너티브 록 밴드 마이 블러디 밸런타인의 라이브 음반이다. 1985년 슐디게 샤이텔 프로덕션스를 통하여 발매되었다. 1985년 3월 9일 독일 서베를린 스푸트니크-키노에서 개최된 아미고 레코드의 디 크발 음악 페스티벌에서 녹음된 것으로, 후에 슐로 스튜디오에서 믹싱 작업을 거쳤다. 표지에 공연 날짜가 "9.2.85"로 잘못 표기되어 있다. 밴드의 초기 라인 업으로 구성되어 있으며, 같은 해에 발표했던 첫 미니 음반 “This Is Your Bloody Valentine”에 수록된 곡 일부와 ‘Scavengers’, ‘The Devil Made Me Do It’, ‘The Man You Love to Hate’, ‘A Town Called Bastard’까지 스튜디오에서 녹음되었는 지에 대한 여부를 알 수 없는 미공개곡 네 곡이 수록됐다.
“Man You Love to Hate – Live”는 오직 몇 백 장의 카세트만이 만들어졌고, 일부는 플라스틱 슬리브 커버에 인레이나 홍보용 삽입 문구가 들어가 있었다. 이후 마이 블러디 밸런타인의 언더그라운드에서의 성공에 이어 두 장의 정규 음반 “Isn't Anything”과 “Loveless”를 발매하기 전에 절판되었다. 파레곤 레코드는 2003년 음반의 리마스터 버전을 CD로 재발매할 예정이었으나 2007년이 되어서야 발매됐다.

## 트랙 리스트
| #  | 제목                        | 작사·작곡                                   | 재생 시간 |
| -- | --------------------------- | ------------------------------------------- | --------- |
| 1. | 〈Scavengers〉              |                                             | 1:26      |
| 2. | 〈The Devil Made Me Do It〉 |                                             | 3:49      |
| 3. | 〈The Love Gang〉           | 데이비드 콘웨이, 콜름 오시오소익, 케빈 실즈 | 4:06      |
| 4. | 〈Inferno〉                 | 콘웨이, 오시오소익, 실즈                    | 4:58      |

| #            | 제목                         | 작사·작곡                | 재생 시간 |
| ------------ | ---------------------------- | ------------------------ | --------- |
| 5.           | 〈The Man You Love to Hate〉 |                          | 3:47      |
| 6.           | 〈Homelovin' Guy〉           | 콘웨이, 오시오소익, 실즈 | 3:25      |
| 7.           | 〈A Town Called Bastard〉    |                          | 3:22      |
| 8.           | 〈Tiger in My Tank〉         | 콘웨이, 오시오소익, 실즈 | 3:42      |
| 총 재생 시간 | 총 재생 시간                 | 총 재생 시간             | 28:38     |

## 참여진
마이 블러디 밸런타인
- 데이비드 콘웨이 - 보컬
- 케빈 실즈 - 기타, 베이스 기타, 백 보컬
- 콜름 오시오소익 - 드럼, 퍼커션
- 티나 더킨 - 키보드